# Bucak (türkische Verwaltungsgliederung)
Ein Bucak war als kleinste territoriale Verwaltungseinheit ein Teil der Zentralverwaltung der Republik Türkei. 
Die größten Verwaltungseinheiten sind Provinzen (türkisch İl). Diese sind unterteilt in Unterbezirke (İlçe). Die İlçe waren ihrerseits unterteilt in Bucaks. Ein Bucak wiederum bestand aus Dörfern und Kleinstädten (kasaba). Nicht alle İlçe waren in Bucaks unterteilt. Die Organisation war an die demographischen und sozialen Verhältnisse in der Türkei Mitte des 20. Jahrhunderts angepasst und wurde in der Folge nicht reformiert. Eine Besonderheit war das Nebeneinander von Staatsbeamten und kommunalen Selbstverwaltungsorganen.
Bucaks haben nach Angaben der zentralen Provinzverwaltungstelle in personeller und organisatorischer Hinsicht heute de facto keine Funktion mehr. Seit Mitte des 20. Jahrhunderts, als die gesetzliche Regelung erfolgte, sind zahlreiche Bucaks als İlçe organisiert worden, wodurch ihre Zahl stetig abgenommen hat. Gleichzeitig wurden dieser Organisation widersprechende Regelungen der örtlichen Selbstverwaltung eingeführt. Offiziell existierten 2010 noch 634 Bucaks, davon war eine einzige Bucak-Verwaltung noch in Funktion 2017 wurden die Bucaks aufgelöst.
Bucak ist die im Rahmen der türkischen Sprachreform, endgültig 1960, eingeführte Bezeichnung für den verwaltungstechnischen Begriff nahiye aus der Zeit des Osmanischen Reichs und den ersten Jahrzehnten der Republik Türkei.

## Gesetzliche Regelung
Das Provinzverwaltungsgesetz regelte die Einrichtung, Umstrukturierung, Namensgebung, Umbenennung, Aufhebung und Aufteilung eines Bucak. Geleitet wird ein Bucak von einem Direktor (bucak müdürü). Dieser unterstand dem Kaymakam, der seinerseits den Provinzgouverneur (Vali) über sich hat. Der Müdür war der höchste Beamte in einem Bucak und verantwortlich für die allgemeine Verwaltung und die Veröffentlichung und Umsetzung von Rechtsvorschriften. Er war ferner für die öffentliche Sicherheit im Bucak zuständig. Polizei und Gendarmerie unterstanden seinem Befehl. Ernannt wurde der Müdür vom Provinzgouverneur. Daneben sah das Gesetz zur Wahrnehmung der Aufgaben als Selbstverwaltungsorgan eine gewählte Versammlung und ein von dieser Versammlung gewähltes Exekutivkomitee vor.